# 奧基
8°46′S 160°42′E / 8.767°S 160.700°E
奧基（Auki）是索羅門群島馬萊塔省的首府，位在馬萊塔島的西北岸。2013年人口7,785人。